# Kungens döttrar
Kungens döttrar eller filles du roi var namnet på de cirka 800 kvinnor som mellan 1663 och 1673 sändes av kung Ludvig XIV av Frankrike från Frankrike till Nya Frankrike (Kanada) för att giftas bort med dess manliga franska kolonister och därigenom bidra till kolonins reproduktion. Dessa kvinnor sponsrades av kungen, som försåg dem med en hemgift, och kom från olika samhällsklasser, men var alla fattiga. 
Kvinnor sändes på samma sätt till de franska kolonierna i Västindien, särskilt till Martinique och Saint-Domingue, från 1600-talet fram till 1700-talets mitt. Dessa kom ofta från fattighus i Frankrike, men ska också ha varit prostituerade från La Salpêtrière och blev dåligt ansedda i kolonierna: år 1713 klagade myndigheterna på Saint-Domingue på att Frankrike endast sände gatflickor till kolonin, som ansågs olämpliga för reproduktion, ett klagomål som upprepades 1743: systemet att deportera kvinnor till kolonierna för att bli hustrur åt nybyggarna upphörde dock strax därefter, när Martinique uppnådde en större könsbalans, medan Saint-Domingue alltmer började ta emot tillfälliga kolonister, som använde sig av placagesystemet snarare än att gifta sig.